# Blood Rage (igra)
Blood Rage je tematska Vikinška igra na tabli koju može igrati do četiri igrača. Svaki igrač kontroliše po jedan mitološki klan koji se bori za prevlast i slavu kada dolazi neizbežni sudnji dan poznat kao Ragnarok.

## Opis i pravila
Na početku svakog doba ili runde kojih ima tri svaki igrač dobija po osam karata, od kojih on zadržava jednu, a ostale prosleđuje sledećem igraču dok svi igrači ne dobiju po šest karata. Karte daju posebne bonuse u borbi, kao što su razne nadogradnje, omogućavanje igračima da regrutuju čudovišta za borbu, a završavanje zadataka daje pobedničke poene koji se skupljaju.
Nakon izvlačewa karata igrači igraju zasebno, svako svoji krug uz upotrebu resursa poznatog kao Rage, koji je potreban za izvođenje bilo koje radnje. Igrači mogu i da pljačkaju druge provincije kako bi osvojili dodatne bodove, što može dovesti i do borbe sa drugim igračima. Tok borbe ne određuje sreća, već igrači tajno odigraju svoju kartu koja se dodaje snazi vojske u toj borbi i to određuje pobednika.
Na kraju svakog doba deo table za igranje se uklanja dok se Ragnarok približava, a sva vojska koja se nalazi na delu koji se uklanja se uništava i šalje u Valhalu, za šta igrači dobijaju pobedničke poene za svakog vojnika koji je uništen.

## Spoljašnje veze
- Blood Rage BGG